# Радомир Д. Митрић
Радомир Д. Митрић (Јајце, 29. април 1981) је српски и босанскохерцеговачки песник и прозни писац.

## Биографија
Завршио студиј књижевности Филозофског факултета у Бањој Луци. Пише поезију, прозу, есеје, кратке приче, књижевну и ликовну критику. Текстови су му објављивани у бројним регионалним и међународним часописима и превођени на енглески, немачки, француски, италијански, шпански, португалски, каталонски, руски, бугарски, мађарски и белоруски језик. О његовом стваралаштву објављено је мноштво књижевних приказа. Од 2010. године живи у Крагујевцу, у Србији, где ради као библиотекар у Универзитетској библиотеци. Преводи са енглеског језика. Члан је редакције часописа Липар. Члан је Српског књижевног друштва. Члан Српског Библиотекарског Друштва. Од 2006. године уређује блог посвећен уметности Хипербореја. За прву књигу Носталгија за пуноћом добио Бранкову награду и Награду Милош Црњански 2005. године. Први добитник из региона Балкана главне награде највећег светског фестивала за младе песнике Castello di Duino коју додељују Poesia e Solidarietà и УНЕСКО под покровитељством председника републике Италије, у Девину у Италији, 2008. године. Као песник наступао у више земаља у региону и у Европи: Немачка (Франкфурт, Лајпциг, Берлин), Италија (Трст, Дуино, Ређо Калабрија), Аустрија (Беч), Бугарска (Софија, Крумовград), Мађарска (Будимпешта), Грчка (Солун).
Критика га сматра једним од најснажнијих гласова млађе српске поезије. Вишеструко награђиван у регији и иностранству.

## Дела

### Поезија
- Носталгија за пуноћом (2004)
- Освешћење (2007)
- Summer Quartette and Story about Mediterranean/Летњи - квартет и Прича о Медитерану (2008)
- Унутрашњи Вавилон (2008)
- Морнарски танго (2010)
- На путу за Хесперију (2016)
- Кино Медитеран (2023)

### Драмолет
- Гаргантуа и Пантагруел на бањалучки начин интернет издање блога Хипербореја, Вест Тершелинг (2010) .

### Роман
- Шум Панонског мора (2010)

## Зборници и антологије
Поезија му је заступљена у неколико зборника и антологија, од којих су најважнији наслови:
- Voci-Silenzio/Voices-Silence, Ibiskos Editrice Risolo, Empoli, Italija, 2008.
- Nosside, Reggio Calabria, Città del Bergamotto, Italija, 2008.
- Nosside, Reggio Calabria, Città del Bergamotto, Italija, 2009.
- Van Kutije, Gligorije Dijak, Podgorica, 2009.
- Neue Literatur aus Bosnien und Herzegowina, Sarajevski otvoreni centar, Traduki, Sarajevo, 2010.
- Антологија добитника Бранкове награде, Нови Сад, 2010.
- Nosside, Reggio Calabria, Città del Bergamotto, Italija, 2011.
- Restart, Panorama nove poezije u Srbiji, DKSG, Beograd, 2014.
- Где су врата, антологија поезије Међународног новосадског књижевног фестивала: 10 година, ДКВ, Нови Сад, 2015.
- Прогнани Орфеји, Бранково Коло, Бачки Петровац, 2015.
- Киш, уобличења, УКРС, Подружница Бања Лука, 2009.
- Приче о Кишу, Архипелаг, Београд, 2016.
- Копно тврде коре, зборник поезије нове генерације босанскохерцеговачких пјесника, УС Алумни, Сарајево, 2019.

## Награде и признања
- Награђиван на Тридесетпетом фестивалу југославенске поезије младих Врбас (2003)
- Бранкова награда (2005)
- Награда Милош Црњански (2005),
- Слово Подгрмеча (2007)
- I награда на највећем светском конкурсу за младе песнике Castello di Duino коју додељују Poesia e Solidarietà и УНЕСКО, Девин и Трст, Италија (2008)
- Награда града Бања Луке (2008)
- Медаља Nosside, признање УНЕСКО Светског поетског директоријума, Ређо Калабрија, Италија (2009)
- I награда међународног фестивала Душко Трифуновић (2010)
- I награда међународног фестивала Војислав Деспотов (2011)
- Плакета Nosside, признање УНЕСКО Светског поетског директоријума, Ређо Калабрија, Италија (2011)
- Позив на путовање, Моно и Мањана (Вулкан) (2012)
- Милован Видаковић, Будимпешта, Мађарска, (2013)
- Награда Милутин Бојић, Београд (2015)
- Награда Пјесма над пјесмама, Мркоњић Град (2018)
- I награда часописа Улазница, Зрењанин (2019)
- Награда Ђура Јакшић, Српска Црња (2023)